# Aubencheul-au-Bac
Aubencheul-au-Bac ist ein Dorf und eine Gemeinde im französischen Département Nord in der Region Hauts-de-France. Die Gemeinde gehört zum Kanton Cambrai im Arrondissement Cambrai. Die Bewohner nennen sich Aubencheulois oder Aubencheuloises.

## Geografie und Infrastruktur
Die Gemeinde Aubencheul-au-Bac liegt auf halbem Weg zwischen den Städten Douai und Cambrai an der Grenze zum Département Pas-de-Calais. Sie grenzt im Norden an Aubigny-au-Bac, im Osten an Fressies, im Süden an Épinoy und im Westen an Oisy-le-Verger.
Die Route nationale 17 führt über Aubencheul-au-Bac. Die nächsten Bahnhöfe befinden sich in Aubigny-au-Bac und Fressies. Im Nordwesten und im Nordosten tangiert der Schifffahrtskanal Canal de la Sensée die Gemeindegemarkung.

## Bevölkerungsentwicklung
| Jahr      | 1962 | 1968 | 1975 | 1982 | 1990 | 1999 | 2008 | 2013 | 2020 |
| Einwohner | 344  | 367  | 396  | 440  | 516  | 480  | 492  | 487  | 544  |

## Sehenswürdigkeiten
- Kriegerdenkmal

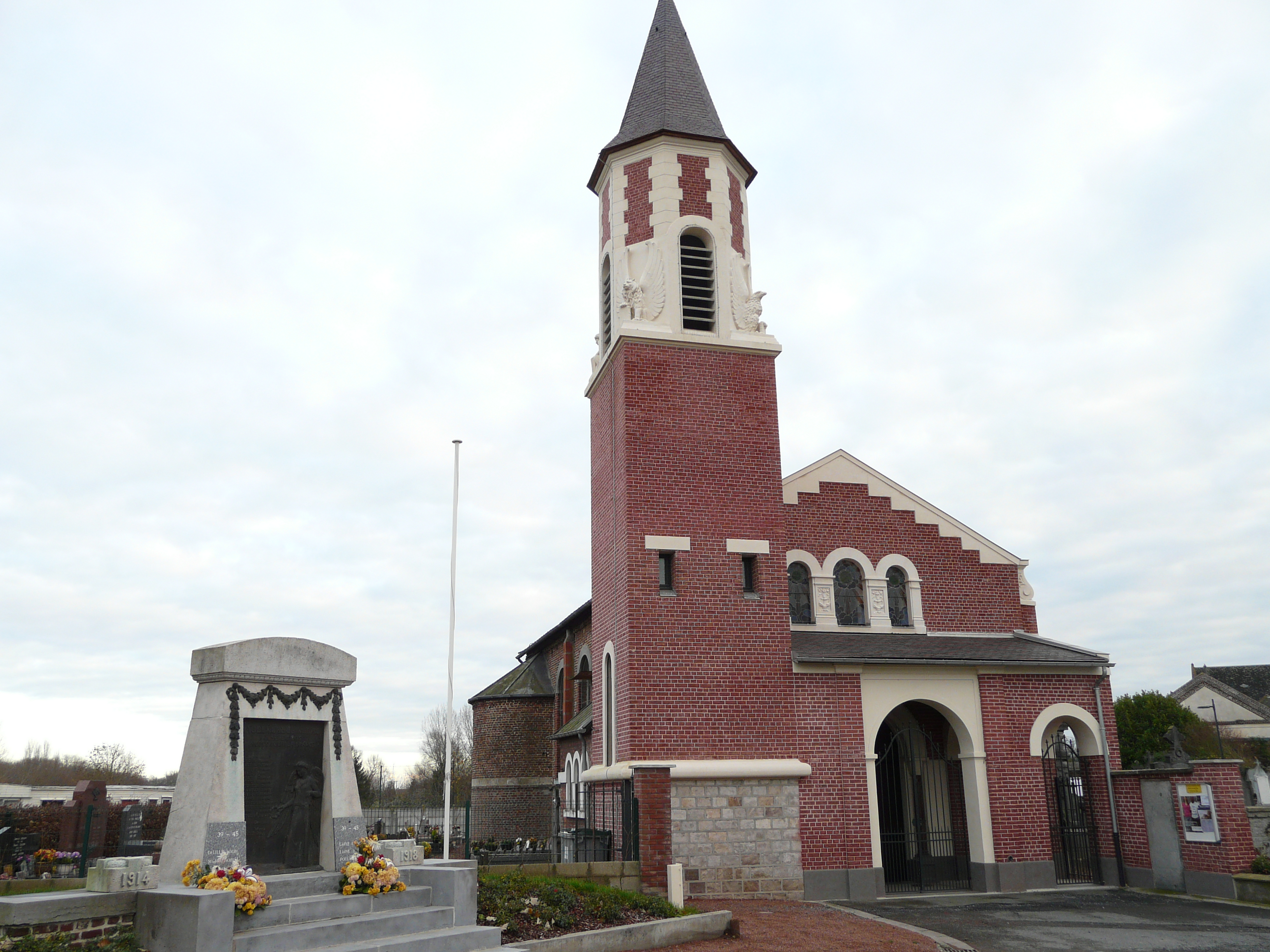
Kirche Saints-Pierre-et-Paul
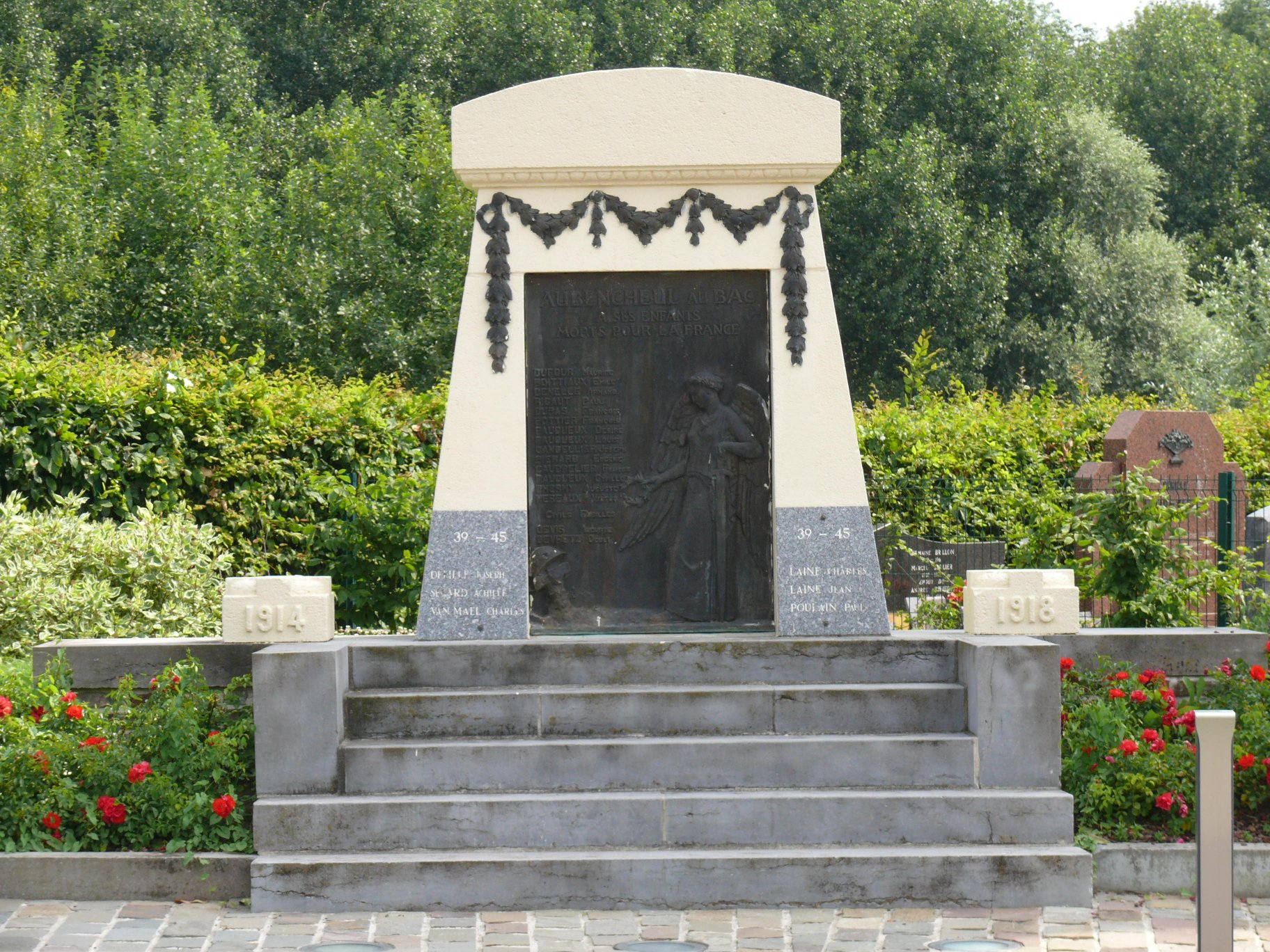
Gefallenendenkmal

- Kirche Saints-Pierre-et-Paul
- Gefallenendenkmal